# 鳥喙二
杜鵑座δ，又名CP-65 4044，HD 212581、SAO 255222、HR 8540，是杜鵑座的一颗恒星，视星等为4.48，位于銀經323.87，銀緯-45.87，其B1900.0坐标为赤經22h 20m 13.4s，赤緯-65° -45.87′ 30″。